# Снігова імла
Снігова́ імла́ — атмосферне явище, суцільне більш-менш однорідне помутніння атмосфери з поземною дальністю видимості на рівні 2 м від 1 до 9 км (іноді видимість знижується до декількох сотень і навіть до кількох десятків метрів) за рахунок завислих у повітрі дрібних частинок снігу, іскристих у сонячних променях або при світлі місяця і ліхтарів.
Може спостерігатися перед хуртовиною або після неї (при ослабленні вітру), а також при віддаленій хуртовині, коли підняті у повітря частки снігу переносяться вітром на велику відстань. При цьому у видимій околиці немає ознак підйому снігу вітром з поверхні землі. Не слід плутати снігову млу з явищем крижаних голок.